# Tyrannochthonius sparsedentatus
Tyrannochthonius sparsedentatus är en spindeldjursart som beskrevs av Beier 1959. Tyrannochthonius sparsedentatus ingår i släktet Tyrannochthonius och familjen käkklokrypare. Inga underarter finns listade i Catalogue of Life.